# 신원초등학교 (경남)
신원초등학교는 대한민국 경상남도 거창군 신원면 과정리에 있는 공립 초등학교이다.

## 학교 연혁
- 1926년 6월 10일 신원공립보통학교 설립인가
- 1938년 4월 1일 신원공립심상소학교 개칭
- 1942년 4월 1일 신원제1공립국민학교로 개칭
- 1950년 6월 1일 신원국민학교 개칭
- 1986년 1월 1일 벽지학교로 지정(2001.01.08. 해지)
- 1991년 3월 1일 산수국민학교 통폐합
- 1992년 3월 1일 용현, 중유국민학교 통폐합
- 1996년 3월 1일 율원국민학교 통폐합
- 1996년 3월 1일 신원초등학교 개칭
- 2014년 1월 1일 준벽지학교로 지정
- 2016년 9월 1일 제36대 최진순 교장 부임
- 2017년 2월 10일 제85회 졸업(졸업생 누계 2646명)

## 참고 자료
- 신원초등학교 - 한국교육학술정보원 학교알리미